# Seoel
Seoel of Seoul (Koreaans: 서울) is de meer dan 600 jaar oude hoofdstad van Zuid-Korea. Tot 1945 was het de hoofdstad van heel Korea. Sinds het ontstaan van de Republiek Korea, beter bekend als Zuid-Korea, in 1948, is het de hoofdstad van dat land, behalve een korte tijd tijdens de Koreaanse Oorlog.
Seoel bevindt zich in het noordwesten van het land, ten zuiden van de DMZ, aan de oevers van de Han. De stad is het politieke, culturele, sociale en economische centrum van Zuid-Korea.
Bij de volkstelling van 2020 had de stad 9.586.195 inwoners op een oppervlakte van 605,52 km². Met 15.839 inwoners per km² is Seoel een van de dichtstbevolkte steden ter wereld. 
De gehele verstedelijkte agglomeratie rondom Seoel, genaamd Sudogwon, met inbegrip van onder meer Bucheon, Goyang, Incheon, Seongnam en Suwon) telt 25,2 miljoen mensen en is daarmee qua grootte de negende metropool van de wereld. 
Circa 48% van alle Zuid-Koreanen wonen in de agglomeratie rondom Seoel. Er zijn meer dan één miljoen voertuigen geregistreerd, die de oorzaak zijn van opstoppingen tot na middernacht.

## Geschiedenis
Vele eeuwen lang was Seoel (betekenis: "hoofdstad") een stad van ongeveer 200.000 inwoners. Het was koning Taejo van Joseon die, nadat hij de Goryeodynastie omver geworpen had, Seoel de hoofdstad van de Joseondynastie maakte. De stad heette toen nog Hanyang. In 1394 werd begonnen aan de bouw van de nieuwe hoofdstad in Seoel. Reeds in 1395 was het Gyeongbok-paleis klaar, in omstreeks 1397 de verdegingsmuur en in 1405 het minder belangrijke Changdeokpaleis. Voor de eerste helft van de 15e eeuw was de gehele nieuwe stad klaar, geheel volgens de regels van Feng Shui.
In de periode van het Japanse kolonialisme (1910-1945) stond de stad bekend als Keijo (Japans: 京城, Keijō; Koreaans: 경성, Gyeongseong). In deze periode groeide zij uit tot ongeveer 1 miljoen inwoners. Tijdens de Koreaanse Oorlog (1950-1953) wisselde de stad viermaal van bezetter en werd grotendeels verwoest. Door de toevloed van grote aantallen vluchtelingen uit het noorden was de bevolking aan het eind van die oorlog aangezwollen tot ongeveer 2,5 miljoen inwoners, waarvan het grootste deel dakloos was. Nadien werd Seoel als moderne stad herbouwd.

## Klimaat
Seoel heeft een vochtig landklimaat dat wordt beïnvloed door de moessons (Klimaatclassificatie van Köppen: Dwa). Er zijn grote verschillen in temperatuur en neerslag gedurende het hele jaar. De zomers zijn heet en vochtig, de Oost-Aziatische moesson is actief van juni tot september. Augustus is de warmste maand met een gemiddelde hoge en lage temperatuur van 29,5 en 22,1°C. De winters zijn meestal koud tot vriespunt met gemiddelde hoge en lage temperaturen van 1,6 en -6,1°C in januari. Veruit de meeste neerslag valt in de maanden juli en augustus.

## Stadsdistricten

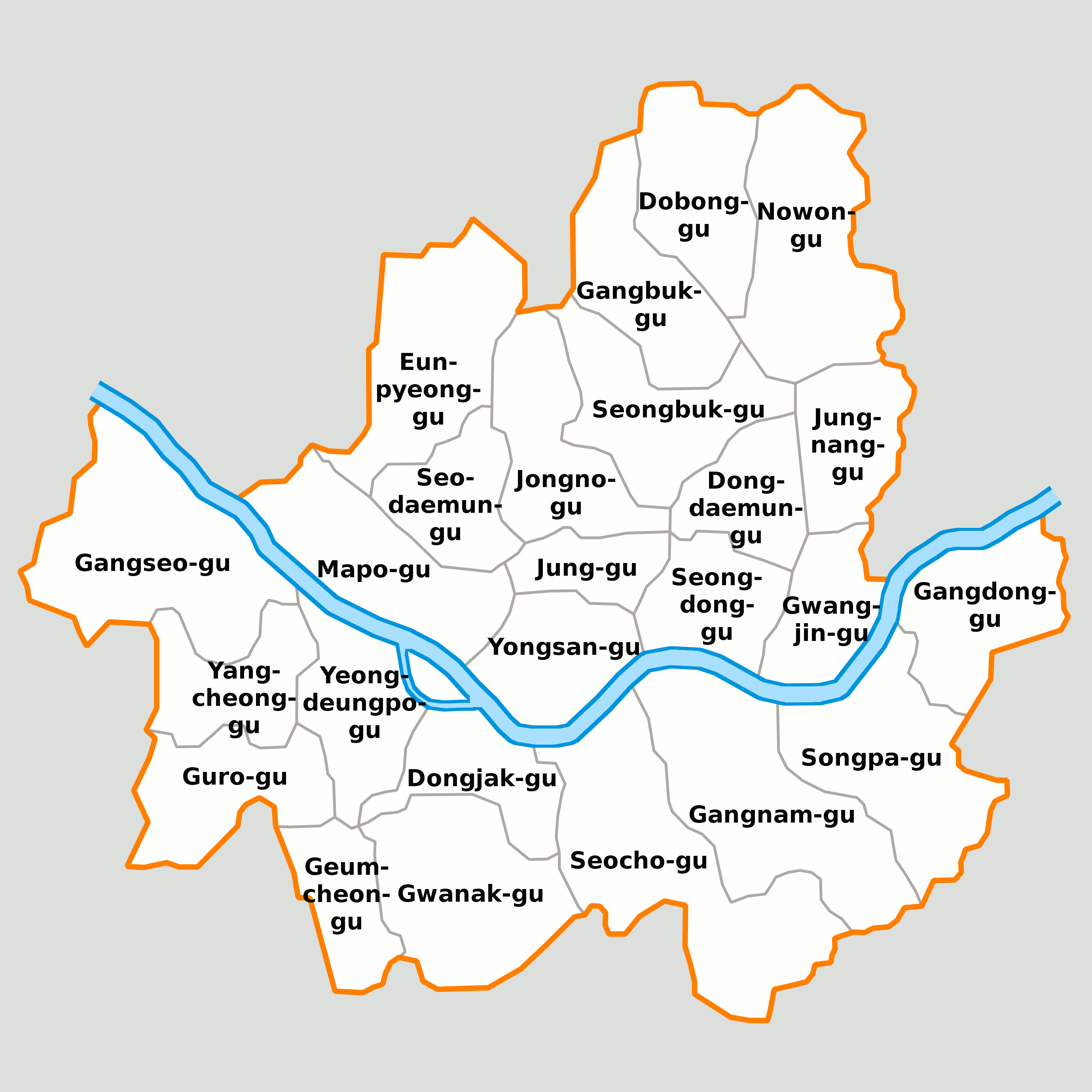
De 25 stadsdistricten van Seoel

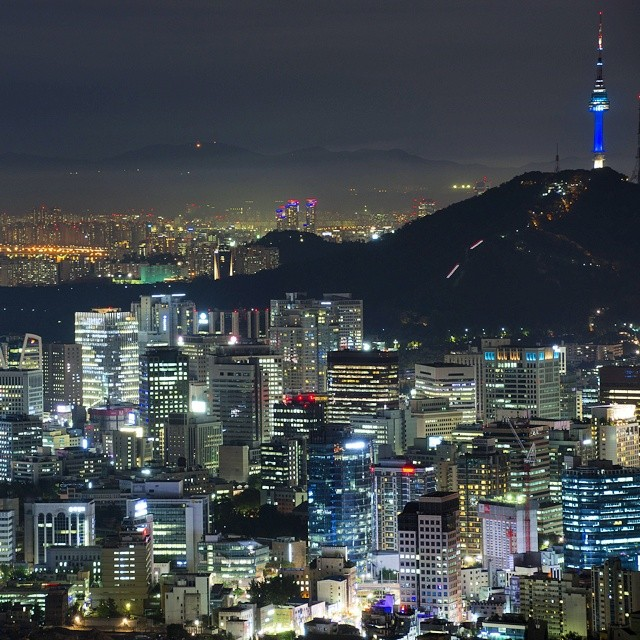
Seoel, met rechtsboven N Seoul Tower op de berg Namsan

Seoel is verdeeld in 25 stadsdistricten (구 gu). De eerste zeven districten bestaan sinds 1943. De districten zijn verdeeld in 467 dong, die weer onderverdeeld zijn in 12.710 tong en deze weer in 98.681 ban.
- Dobong-gu (도봉구)
- Dongdaemun-gu (동대문구)
- Dongjak-gu (동작구)
- Eunpyeong-gu (은평구)
- Gangbuk-gu (강북구)
- Gangdong-gu (강동구)
- Gangnam-gu (강남구)
- Gangseo-gu (강서구)
- Geumcheon-gu (금천구)
- Guro-gu (구로구)
- Gwanak-gu (관악구)
- Gwangjin-gu (광진구)
- Jongno-gu (종로구)
- Jung-gu (중구)
- Jungnang-gu (중랑구)
- Mapo-gu (마포구)
- Nowon-gu (노원구)
- Seocho-gu (서초구)
- Seodaemun-gu (서대문구)
- Seongbuk-gu (성북구)
- Seongdong-gu (성동구)
- Songpa-gu (송파구)
- Yangcheon-gu (양천구)
- Yeongdeungpo-gu(영등포구)
- Yongsan-gu (용산구)

## Bezienswaardigheden
- Changdeokgung (창경궁; 昌慶宮)
- Bosingak
- Cheonggyecheon
- Changgyeonggung
- Deoksugung (덕수궁; 德壽宮)

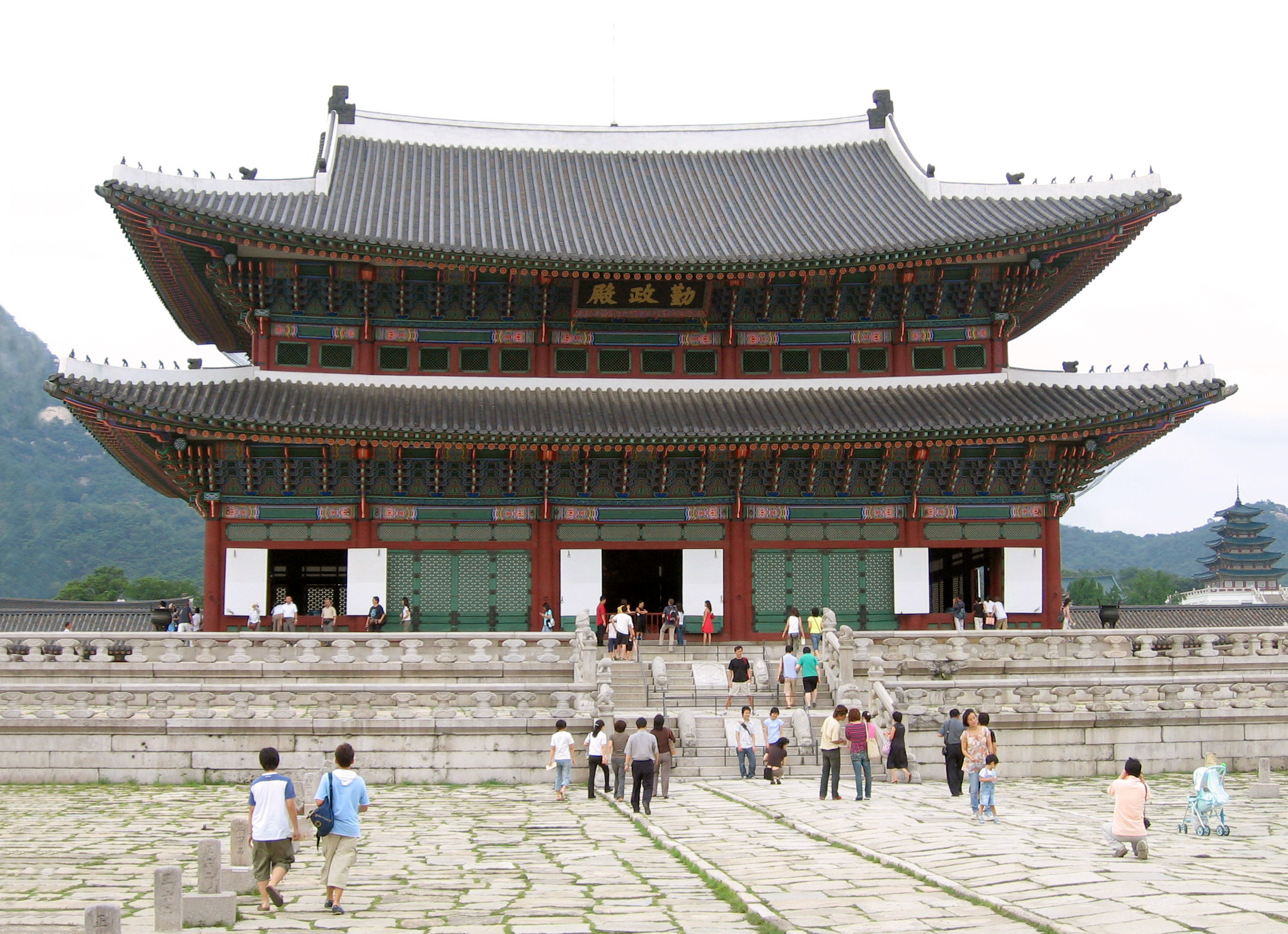
Gyeongbokgung

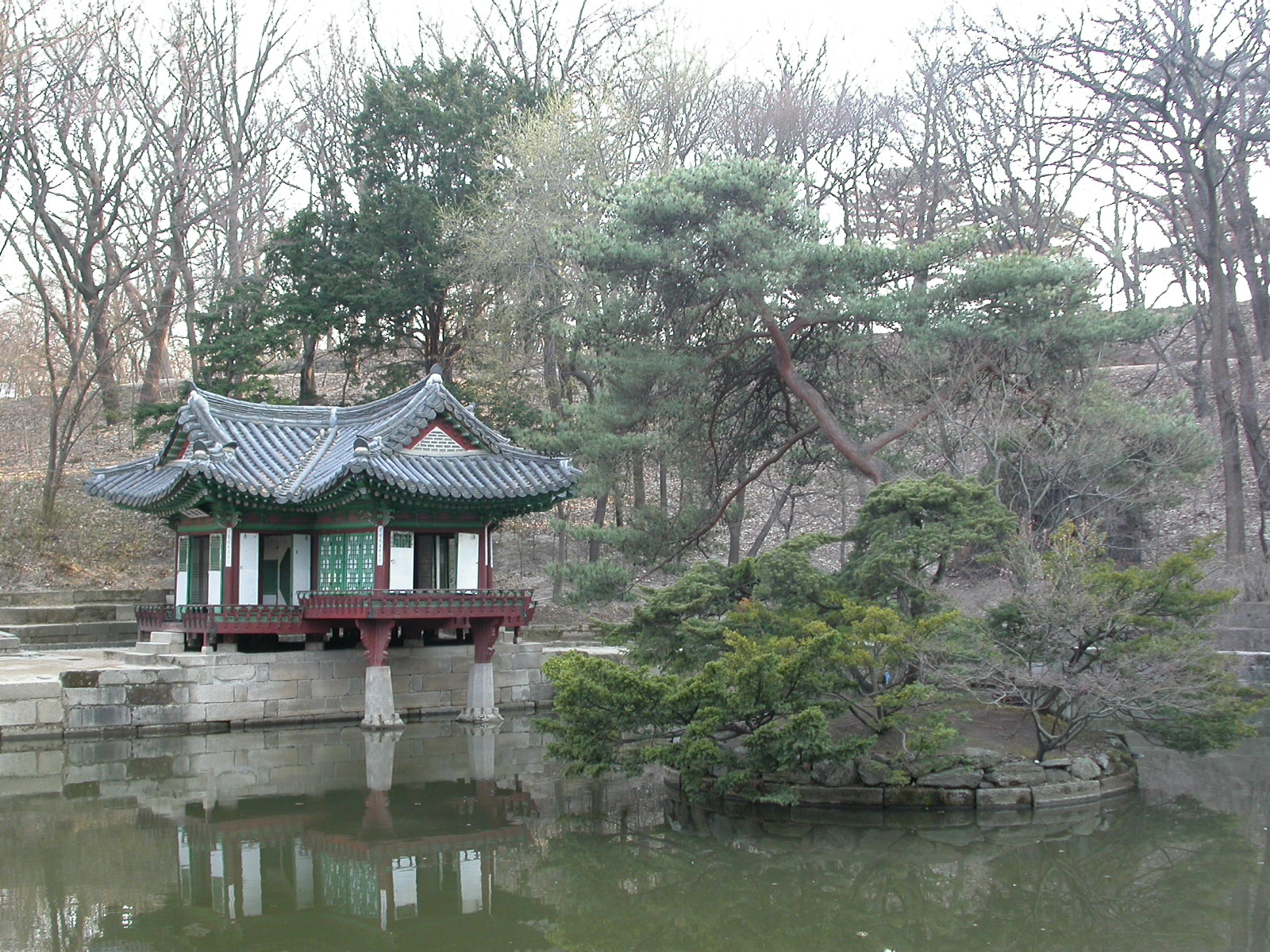
Paviljoen Buyong-jeon in tuin Biwon in Changdeokgung.

- Donkrimmun of onafhankelijkheidspoort (독립문)
- Gyeongbokgung (경복궁; 景福宮)
- Gyeonghuigung (경희궁; 慶熙宮)
- Unhyeongung (운현궁; 雲峴宮)
- Samjeondo-monument
- Namhansanseong
- Bukhansanseong
- Namsanpark
- Kabelbaan van Namsan
- N Seoul Tower
- Parlementsgebouw
- Stadsmuur van Seoel
- Sungjoon-park
- Sungnyemun, historische houten stadspoort, door brand vernietigd op 10 februari 2008
- Tapgolpark met Wongaksa pagode

Tempels:
- Bongeunsa
- Jongmyo
- Dongmyo
- Munmyo
- Jogyesa
- Hwagyesa

Overig:
- Lotte World en Lotte World Tower
- N-Seoul Tower, gebouwd in 1969, is een communicatietoren open voor publiek. Met een hoogte van 236,7 m en een hoogte van 479,7 m boven zeeniveau biedt het uitzicht over de hele stad.

## Musea
- Rodin museum (Seoel)
- Ho-Am Art museum
- Kimchi Field museum
- Seoel Olympic Museum of Art (SOMA)
- National Palace museum
- War Memorial of Korea
- Nationaal museum van Korea
- Heojun museum
- Museum van de Koreaanse boeddhistische kunst
- Museum van de Koreaanse Borduurwerk
- Museum van de Koreaanse moderne letterkunde
- Museum voor Fotografie, Seoel
- Horim museum
- Hwajeong museum
- Gahoe museum
- Seoul historisch museum
- Heojun museum
- Sema Gyeonghuigung
- Sema NamSeoul
- Seoul City Wall Museum

## Sport
In Seoel vonden de Olympische Zomerspelen van 1988 plaats.
Seoel was een van de gaststeden tijdens het Wereldkampioenschap voetbal 2002 in Zuid-Korea en Japan. Er werden drie wedstrijden gespeeld in het Seoul World Cup Stadion.
Sinds 1931 wordt jaarlijks in maart de internationale marathon van Seoel georganiseerd, een van de snelste marathons in Azië. Sinds 2002 wordt In Seoel in het najaar nog een marathon gehouden, de JoongAng Seoul Marathon.
In Seoel staat de Taereung International Skating Rink. Deze overdekte ijsbaan is de belangrijkste ijsbaan voor het langebaanschaatsen in Zuid-Korea. Op deze ijsbaan zijn wereldkampioenschappen verreden.
In 2020 zou in de Mokdong Ice Rink het WK Shorttrack worden gehouden, maar dit moest worden afgelast vanwege de coronapandemie die dat jaar uitbrak. Twee jaar later, in 2023 vond het WK Shorttrack hier dan alsnog plaats.

## Verkeer en vervoer

### Metro
De metro van Seoel telt momenteel 10 lijnen en ruim 337 stations en een totale lengte van ruim 500 km. Met ruim 8 miljoen reizigers per dag is de metro van Seoel een van de drukste ter wereld.

### Spoorwegen
Seoul wordt via de spoorwegen met alle belangrijke steden in Zuid-Korea verbonden. Seoul wordt tevens met de meeste belangrijke Zuid-Koreaanse steden verbonden met de KTX. Er is een centraal station, maar niet alle langeafstandstreinen stoppen daar. De belangrijkste stations zijn:
- Station Seoul, Yongsan-gu: Gyeongbu spoorlijn (KTX/Saemaul/Mugunghwa-ho), Gyeongui spoorlijn
- Station Yongsan, Yongsan-gu: Honam spoorlijn (KTX/Saemaul/Mugunghwa), Jeolla/Janghang spoorlijnen (Saemaul/Mugunghwa)
- Station Yeongdeungpo, Yeongdeungpo-gu: Gyeongbu/Honam/Janghang spoorlijnen(Saemaul/Mugunghwa)
- Station Cheongnyangni, Dongdaemun-gu: Gyeongchun/Jungang/Yeongdong/Taebaek spoorlijnen (Mugunghwa)

### Luchthaven
Er zijn twee luchthavens in Seoel:
- Gimpo International Airport in Gimpo (hoort nu bij Seoel)
- Incheon International Airport op het eiland Yeongjong, vlak bij Incheon

## Stedenbanden
Seoel heeft 13 zustersteden:
- Taipei (Taiwan), sinds 1968
- Washington D.C. (Verenigde Staten), sinds 2006
- San Francisco (Verenigde Staten), sinds 1976
- Ankara (Turkije), sinds 1971
- Astana (Kazachstan), sinds 2004
- Athene (Griekenland), sinds 2006
- Bangkok (Thailand), sinds 2006
- Bogota (Colombia), sinds 1982
- Caïro (Egypte), sinds 1997
- Hanoi (Vietnam), sinds 1996
- Honolulu (Verenigde Staten), sinds 1973
- Jakarta (Indonesië), sinds 1984
- Mexico-Stad (Mexico), sinds 1992
- Moskou (Rusland), sinds 1991
- Parijs (Frankrijk), sinds 1991
- Peking (China), sinds 1993
- Rome (Italië), sinds 2000
- São Paulo (Brazilië), sinds 1977
- New  South Wales (Australië), sinds 1991
- Tasjkent (Oezbekistan), sinds 2010
- Tokio (Japan), sinds 1988
- Ulaanbaatar (Mongolië), sinds 1995
- Warschau (Polen), sinds 1996

Daarnaast zijn er ook samenwerkingsverbanden met ongeveer 20 andere steden:
- Addis Abeba (Ethiopië), sinds 2010
- Amsterdam (Nederland), sinds 1999
- Barcelona (Spanje), sinds 2012
- Berlijn (Duitsland), sinds 1997
- Boedapest (Hongarije), sinds 2005
- Boekarest (Roemenië), sinds 2012
- Buenos Aires (Argentinië), sinds 2012
- Guangzhou (China), sinds 2008
- Hokkaido (Japan), sinds 2010
- Istanboel (Turkije), sinds 2005
- Jiangsu (China), sinds 2008
- Los Angeles (Verenigde Staten), sinds 2006
- Maputo (Mozambique), sinds 2011
- Milaan (Italië), sinds 2007
- Minsk (Wit-Rusland), sinds 2008
- Ottawa (Canada), sinds 1997
- Shenzhen (China), sinds 2009
- Shijiazhuang (China), sinds 2008
- Zhejiang (China), sinds 2009